# Boivre-la-Vallée
Boivre-la-Vallée ist eine französische Gemeinde mit 3.041 Einwohnern (Stand: 1. Januar 2022) im Département Vienne in der Region Nouvelle-Aquitaine. Sie gehört  zum Arrondissement Poitiers und zum Kanton Vouneuil-sous-Biard.
Sie entstand als Commune nouvelle mit Wirkung vom 1. Januar 2019, indem die bisherigen Gemeinden Lavausseau, Benassay, La Chapelle-Montreuil und Montreuil-Bonnin fusioniert wurden. Diese sind seither Communes déléguées. In Lavausseau befindet sich die Mairie.

## Gliederung
| Ortsteil                     | ehemaliger INSEE-Code | Fläche (km²) | Einwohnerzahl zum 1. Januar 2022 |
| ---------------------------- | --------------------- | ------------ | -------------------------------- |
| Lavausseau (Verwaltungssitz) | 86123                 | 24,71        | 783                              |
| Benassay                     | 86021                 | 42,41        | 797                              |
| La Chapelle-Montreuil        | 86056                 | 24,53        | 707                              |
| Montreuil-Bonnin             | 86166                 | 25,76        | 754                              |

## Geographie
Die Gemeinde liegt rund 20 Kilometer westlich von Poitiers. Nachbargemeinden sind Latillé und Chiré-en-Montreuil im Norden, Vouillé im Nordosten, Béruges im Osten, Coulombiers im Südosten, Lusignan und Jazeneuil im Süden, Curzay-sur-Vonne im Südwesten, Les Forges im Westen sowie Vasles im Nordwesten.
Das Gemeindegebiet wird von Fluss Boivre durchquert, an der südlichen Gemeindegrenze verläuft die Autobahn A10.